# Mi va che ci sei
Mi va che ci sei è un album del cantante italiano Sandro Giacobbe, pubblicato dall'etichetta discografica CGD nel 1979.

## Descrizione
Gli arrangiamenti sono curati da Franco Monaldi e lo stesso interprete. Giacobbe inoltre firma il brano che dà il titolo all'intero lavoro, ne compone altri sette con Daniele Pace e Oscar Avogadro e partecipa anche alla stesura dei due rimanenti con altri autori.
Dal disco vengono tratti i singoli Blu/Canzonaccia e Mi va che ci sei/Che cosa si fa.
Pubblicato anche in Spagna, su LP e musicassetta, con gli stessi brani e l'unica differenza che Tutta mia e Marilù sono invertite come posizione. Cantato in spagnolo.

## Tracce
- LP (CGD, CGD 20142, )

Lato A
1. Mi va che ci sei
2. Caro amore...
3. È quasi sera
4. L'amore non è un film
5. Tutta mia

Lato B
1. Blu
2. Che cosa si fa
3. Quel ristorante sulla Senna
4. Canzonaccia
5. Marilù

## Tracce edizione spagnola
- LP (CBS, S 84296, )

Lato A
1. Me vas porque si (Mi va che ci sei)
2. Querido amor... (Caro amore...)
3. Hoy casi te amare (È quasi sera)
4. El amor no es una pelicula (L'amore non è un film)
5. Marilù

Lato B
1. Blu
2. Que se hace (Che cosa si fa)
3. Aquel restaurante sobre el Sena (Quel ristorante sulla Senna)
4. Cancioncilla (Canzonaccia)
5. Toda mia (Tutta mia)

## Formazione
- Sandro Giacobbe – voce, chitarra acustica, chitarra elettrica
- Aldo Banfi – sintetizzatore, ARP
- Gigi Cappellotto – basso
- Andy Surdi – batteria
- Gianni D'Aquila – chitarra acustica, aggeggi, chitarra elettrica
- Massimo Luca – chitarra acustica, chitarra elettrica
- Paolo Donnarumma – basso
- Gianni Dall'Aglio – batteria
- Oscar Rocchi – pianoforte, Fender Rhodes
- Ernesto Massimo Verardi – chitarra acustica, chitarra elettrica